# 小白水體育團
小白水體育團  （朝鲜语: 소백수체육단）朝鲜体育团体。有多种体育项目。小白水體育團是4.25體育團的附属机构。 相当于4.25體育團二队。下属有足球队，朝鲜国家足球队选手李俊一就是该队队员。小白水體育團足球队是朝鲜足球甲级联赛球队之一。

## 荣誉

### 國内盃賽
- 白頭山獎運動會

 亞軍（1）：2016
- 普天堡火炬獎運動會

 亞軍（1）：2016
- 火炬盃

 冠軍（1）：2017

## 著名队员
- 李俊一
- 李光一
- 朴成赫